# Masbrock

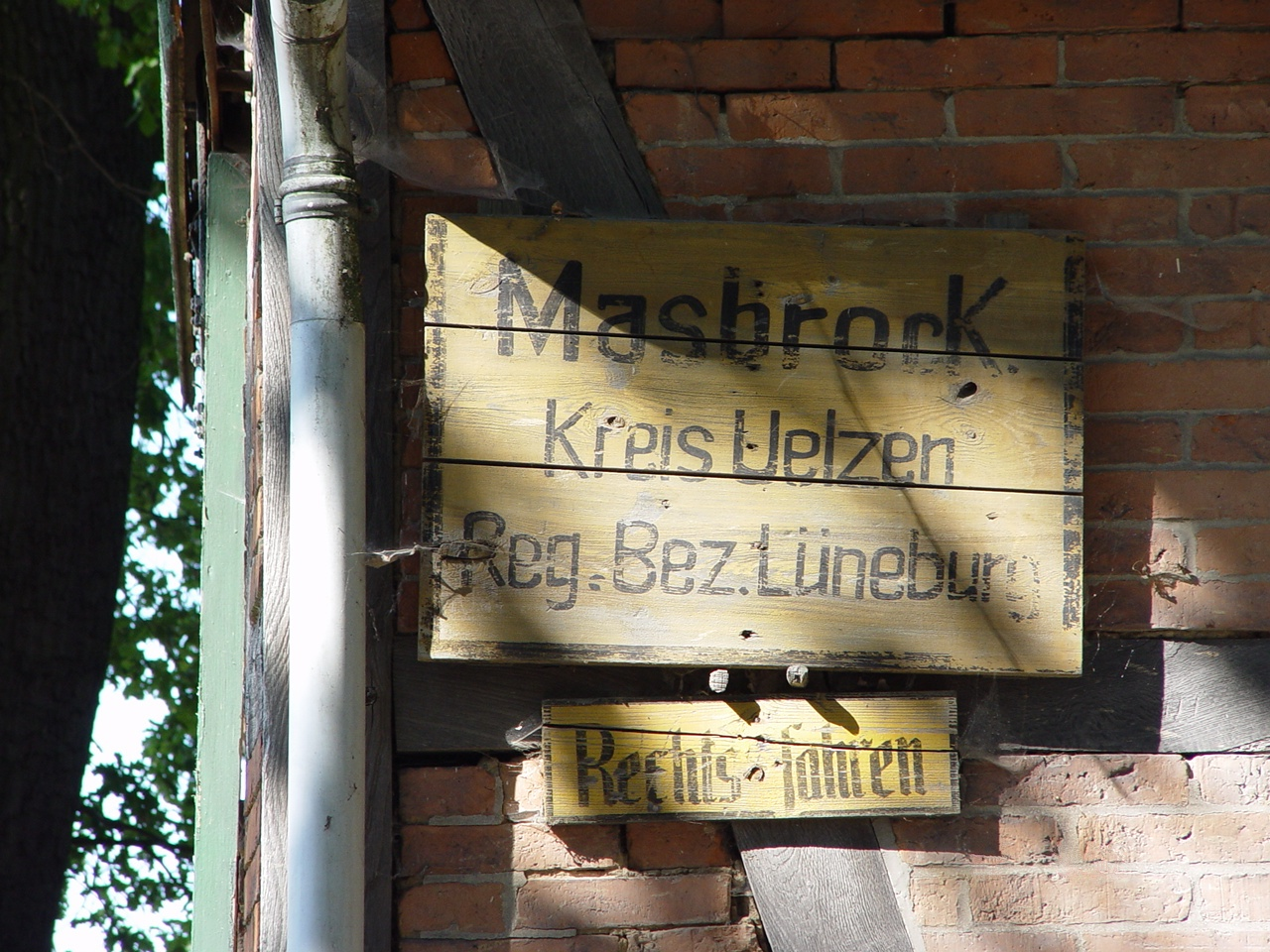
Altes hölzernes Ortsschild

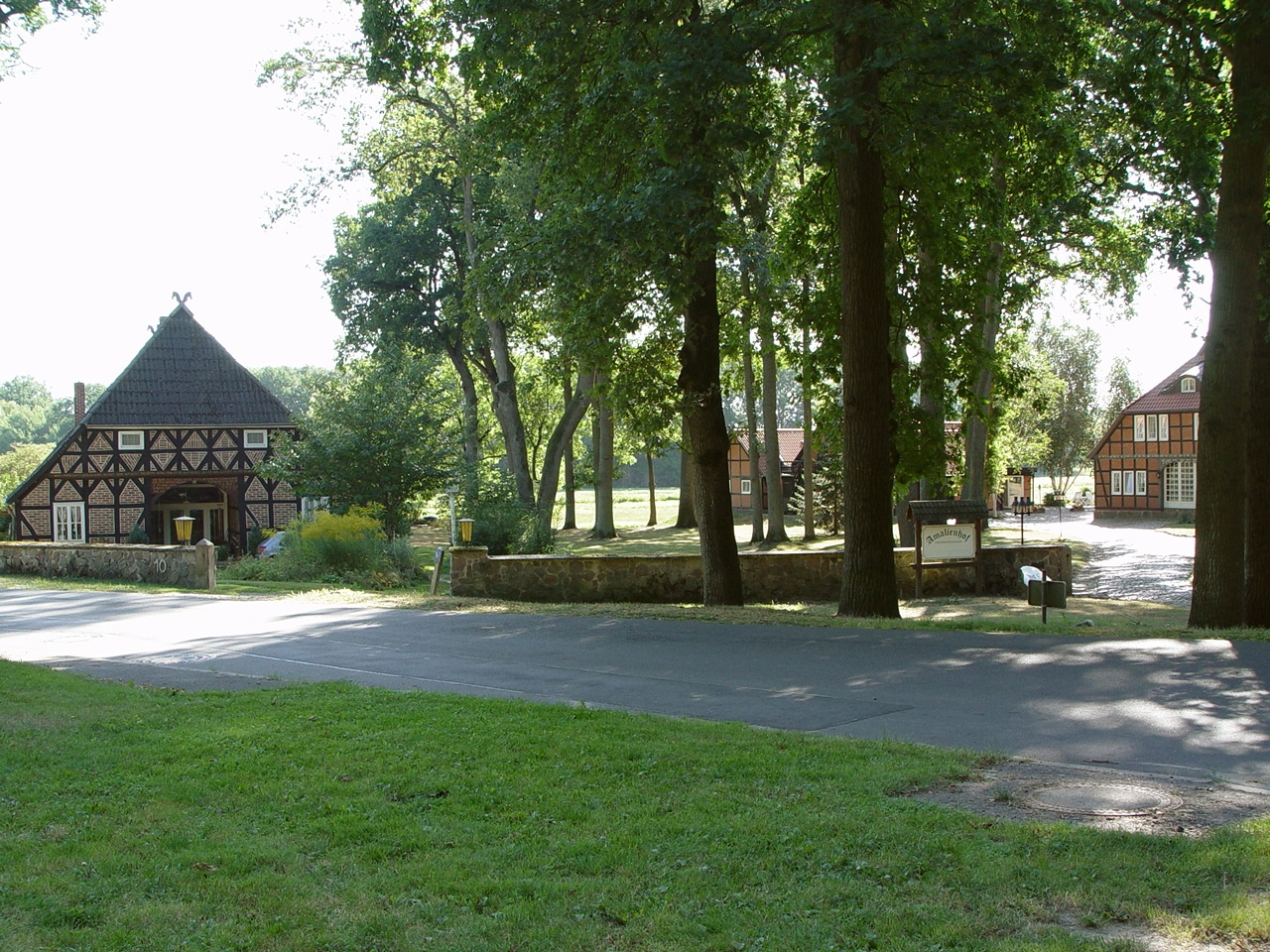
Alte Fachwerkhäuser

Masbrock gehört zur Gemeinde Römstedt im niedersächsischen Landkreis Uelzen. Die Gemarkung Masbrock umfasst 5,4 km².

## Historische Entwicklung
Der Name des Dorfes soll bereits 1296 erstmals urkundlich erwähnt sein. Seit dem 16. Jahrhundert sind zehn Hofstellen bekannt, die auch heute noch für die Siedlungsstruktur charakteristisch sind.
Die ursprüngliche Sackgassen-Situation des Dorfplatzes (Runddorf) ist durch einen späteren Dorfstraßen-Durchbruch aufgehoben worden. Auf dem Dorfplatz befanden sich noch 1848 ein Dorfteich als Tränke und das Haus des Viehhirten.
Die Mehrzahl der Häuser ist nach 1850 entstanden, die früheren Standorte der Hauptgebäude wurden weitgehend beibehalten. 
Die Siedlungsentwicklung der letzten 100 Jahre hat am Dorfrand außerhalb des Siedlungskernes drei Scheunen und zwei Wohngebäude entstehen lassen, die das Dorfbild nicht beeinträchtigen.

## Ortscharakter
Das Dorf Masbrock schmiegt sich in Hanglage in das Röbbelbachtal (Endmoränenlandschaft – „Uelzer Becken“). Die zehn alten Hofgrundstücke um den Dorfplatz werden von Feldsteinmauern begrenzt und von vielen über 100-jährigen Eichen umgeben.
Die Bausubstanz stammt überwiegend aus dem Zeitraum von 1891 bis 1945. Typisch sind langgestreckte Wohn-Wirtschaftsgebäude mit Zwerggiebeln in Ziegelmauerwerk.
Es gibt noch vier niederdeutsche Hallenhäuser, die um 1890 erbaut wurden.
Das älteste Haus wurde 1771 errichtet.
Die Baukörper unterscheiden sich hauptsächlich in Haupt- und Nebengebäude, und diese sind meist schiefwinkelig angeordnet. 
Die typische Grundstücksbegrenzung ist ein Wall aus Feldsteinen.
Kleinwüchsige Vegetation ist im Ortsinneren erst durch allmähliche Verwilderung entstanden.

## Eingemeindung
Am 1. Juli 1972 wurde Masbrock in die Gemeinde Römstedt eingegliedert.

## Straßen und Wege

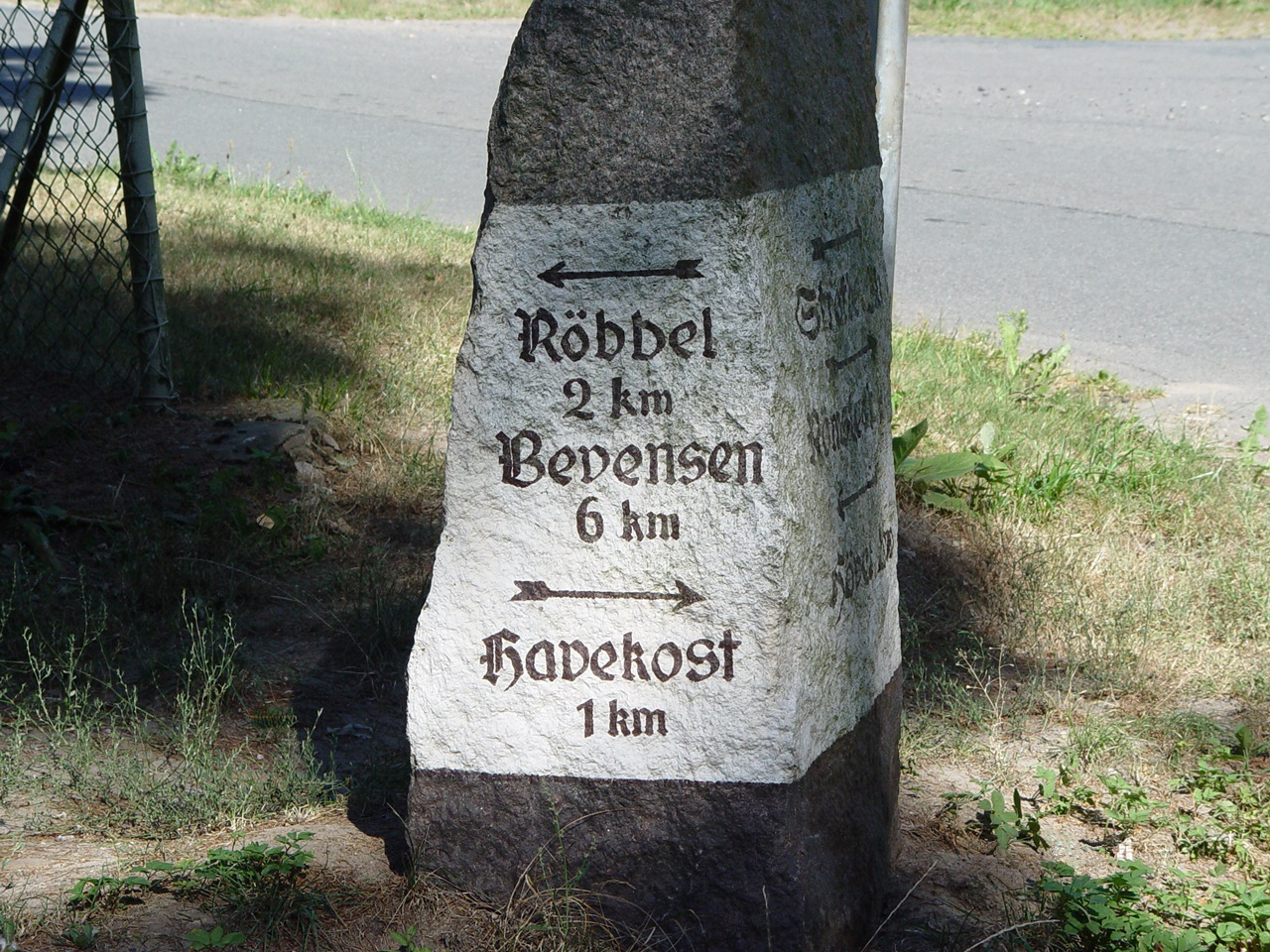
Steinerner Wegweiser

Am westlichen Ortseingang nach Masbrock, wo ursprünglich die Stichstraße zum Dorfplatz abzweigt, treffen sich die Wege aus sieben Nachbardörfern. Auch die Verbindung nach Havekost, erst später durch den Straßendurchbruch über den Dorfplatz direkt hergestellt, erfolgte ursprünglich über einen nördlichen Ortsumgebungsweg.